# 프란시스코 마르코
프란시스코 마르코(스페인어: Francisco Marco, 2003년 6월 24일~)는 아르헨티나의 축구 선수로, 데펜사 이 후스티시아와 아르헨티나 연령별 대표팀에서 수비수로 활동하고 있다.